# Organist

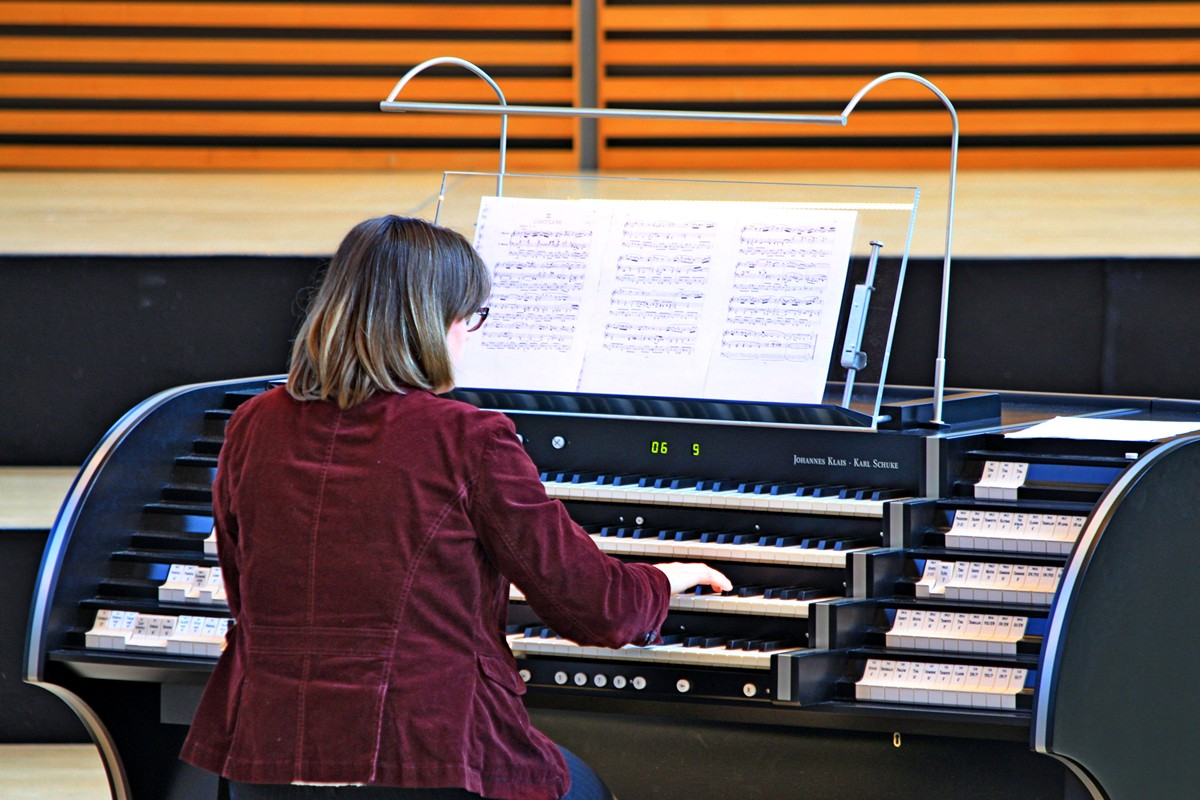
Organistin (am Spieltisch der Neubrandenburger Marienkirche)

Ein Organist bezw. eine Organistin sind Musiker, die hauptberuflich oder ehrenamtlich Orgel spielen. Die Orgel als Pfeifenorgel oder (selten) als digitale Sakralorgel findet ihre Verwendung vornehmlich in Kirchen und Gottesdiensten. Organisten gibt es auch im Konzertbereich. In der Unterhaltungsmusik, z. B. im Jazz, bezeichnet der Begriff Organist meist Spieler einer elektronischen Orgel.

## Tätigkeit
Organisten müssen zu dem vom Klavier her bekannten Manualspiel (oft auf mehreren Manualen) auch das Pedalspiel beherrschen.
Einerseits erfordert das Orgelspiel die Interpretation des Notentextes, andererseits eine möglichst werkgemäße Auswahl der vorhandenen Klangfarben („Registrieren“). Durch diese gezielte Auswahl von Registern erhält ein auf der Orgel gespieltes Musikstück erst seinen stil- und werkgerechten Klangcharakter.
Zum Organistendienst in der Rolle eines Kirchenmusikers gehören neben dem Literaturspiel und der Improvisation auch Grundkenntnisse im Orgelbau, z. B. das Nachstimmen einzelner Pfeifen, insbesondere von Zungenregistern. Organisten müssen weiterhin über Kenntnisse unter anderem in den Bereichen der Orgelmusik, der Musiktheorie, der Liturgik, der Hymnologie und der Kirchenmusikgeschichte verfügen.

## Organisten als Kirchenmusiker

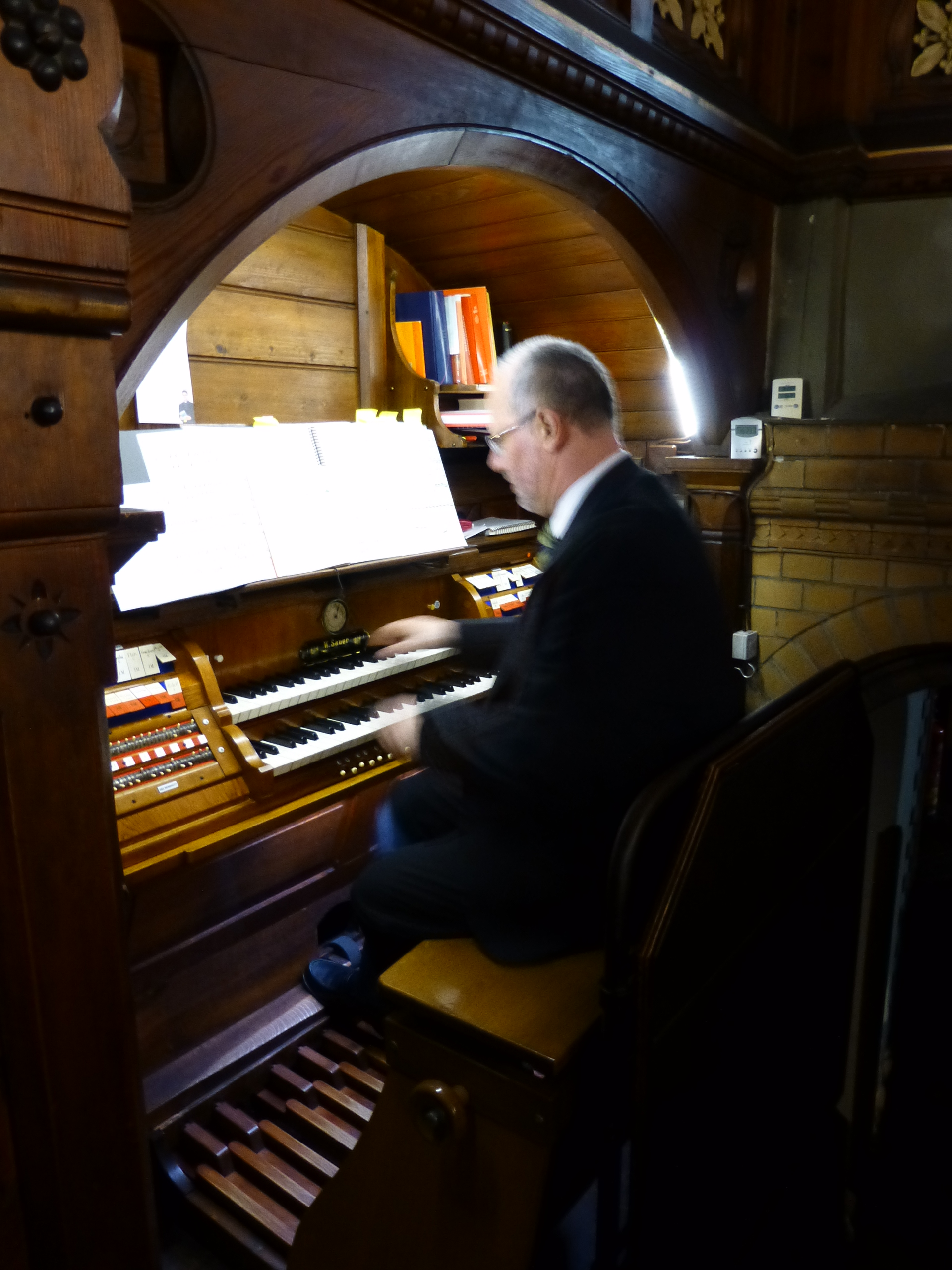
Kirchenmusiker an der Orgel

Im Gottesdienst vieler christlicher Kirchen hat das liturgische Orgelspiel seinen festen Platz. Es umfasst das Intonieren und Begleiten des Gemeindegesangs, das Vor- und das Nachspiel entsprechend dem Charakter des jeweiligen Gottesdienstes und das solistische Orgelliteraturspiel während des weiteren Verlaufs der gottesdienstlichen Feier. Mit der Rolle des Organisten ist in einem Gottesdienst zumindest in Deutschland häufig die des Kantors verbunden. 
Stellen für reine Organisten im Hauptberuf sind im deutschsprachigen Raum selten und nur an großen und künstlerisch überregional bedeutenden Kirchen (zum Beispiel Thomaskirche (Leipzig), Kölner Dom, Paderborner Dom, Frauenkirche Dresden, Marienkirche (Lübeck)) anzutreffen. Ein Domorganist ist zusammen mit dem Domkapellmeister für die musikalische Gestaltung der Gottesdienste an einer Kathedrale verantwortlich. Organisten geben oft neben dem Spiel in Gottesdiensten auch Konzerte.
Hauptberufliche Organisten im Bereich der christlichen Kirchen finden sich gelegentlich auch auf regionalen Stellen oder im Dienst an mehreren benachbarten Kirchen.
Der Orgeldienst wird oft in Verbindung mit anderen Aufgaben versehen (z. B. Chorleitung, Christenlehre oder Küsterdienst), um ein auskömmliches Einkommen zu erzielen. In kleineren Kirchengemeinden wird der Organistendienst im Nebenamt oder auch ehrenamtlich ausgeübt.
In Frankreich und Österreich ist die Verbindung von Chorleitung und Orgeldienst an größeren Kirchen nicht üblich. Hier gibt es für jede der beiden Aufgaben einen eigens dafür angestellten Musiker.
Auch bei Hochzeiten, Taufen und Begräbnissen wirkt häufig ein Organist mit solistischem Orgelspiel, Begleitung von anderen Musikern sowie der singenden Gemeinde, bei der Trauerfeier in der Friedhofskapelle mit, häufig auf einem elektronischen Instrument oder einem Harmonium.

## Konzertorganisten
Die Unterscheidung zwischen kirchlichen Organisten und Konzertorganisten ist nicht immer eindeutig zu treffen. Meist handelt es sich um dieselben Personen, die unterschiedliche Aufgaben übernehmen. Eine zusätzliche spezielle Ausbildung zum Konzertorganisten ist nicht zwingend notwendig. Der Anspruch an die dargebotene Spielqualität kann aber deutlich höher liegen als bei einem Organisten, der beispielsweise an einer Nebenkirche tätig ist. Daher findet man in diesem Bereich tendenziell Musiker, die einen höheren kirchenmusikalischen Ausbildungsstand haben, oder das Instrument Orgel sogar rein als Konzertfach studiert haben. Oft findet man zudem Organisten, ohne nennenswerte Examina, die zwar nebenberuflich und hobbymäßig aktiv sind, aber vom Spielniveau her gesehen gut an professionelle Konzertorganisten heranreichen und so auch im weltlichen Bereich tätig sein können.
Bereits in der Barockzeit wurden im protestantischen Norden in Kirchen Orgelkonzerte veranstaltet, die primär Repräsentationszwecken, weniger geistlichen dienten. Hinzu kommt, dass sich das Repertoire der einzelnen Tasteninstrumente in vielen Bereichen nicht wesentlich voneinander unterschied. Im privaten häuslichen Raum gab es neben den anderen Tasteninstrumenten viele kleinere Orgeln aber auch besaitete Tasteninstrumente mit Pedal. Cembalisten (und auch Cembalistinnen) waren oft gleichzeitig virtuose Organisten. Neben den typischen „weltlichen“ Gattungen für Tasteninstrumente (Toccaten, Sonaten, kontrapunktischen Formen) waren es auch religiöse Werke (etwa Choralvariationen), die außerhalb der Kirche gespielt wurden. Große Bedeutung hatte daneben immer die Improvisation.
Eine wichtige Rolle kommt der Orgel auch im Zusammenspiel mit anderen Instrumenten zu. Seit dem Aufkommen des Generalbasses ist die Orgel eines der möglichen Instrumente zur Ausführung desselben, auch beispielsweise in der frühen Oper.
Im 19. Jahrhundert fand die Orgel – und damit die Organisten – Einzug in die Konzertsäle. Es entstanden nun Kompositionen, in denen die Orgel eigenständiges Mitglied des Orchesters wird oder aber diesem solistisch entgegengestellt wird. Viele große Konzertsäle verfügen nun über Orgeln, die in Solokonzerten oder im Zusammenspiel mit Orchestern erklingen.
Damit treten heute Organisten sowohl im Bereich der „Alten Musik“ wie in den großen Konzertsälen auf. Die Literatur ist somit äußerst vielfältig.
Im Jazzbereich übernimmt der Hammond-Organist oft auch die Funktion des Bassisten mit Hilfe des Pedals.

## Ausbildung
Für eine umfassende, hauptamtliche Anstellung als Organist im kirchlichen Bereich in Deutschland wird, je nach Stellenbeschreibung, ein Abschluss als Bachelor of Music oder als Master of Music vorausgesetzt. Die Tätigkeit als Organist im Nebenamt erfordert, je nach Stellenbeschreibung, einen Abschluss als C-Kirchenmusiker oder eine erfolgreich abgeschlossene kirchliche D-Ausbildung.
Im Jazzbereich ist ein entsprechender Studiengang die Ausnahme. Meist wird die Hammondorgel ähnlich wie andere Keyboard-Instrumente von ausgebildeten Pianisten gespielt, manchmal wird daher die Pedalklaviatur nicht benutzt.